# Швитцер, Катрин
Катрин Вирджиния «Кэти» Швитцер (англ. Kathrine Switzer; род. 5 января 1947, Амберг, Германия) — американская писательница, телекомментатор и марафонец. Наибольшую известность получила в качестве первой женщины, официально пробежавшей Бостонский марафон.  Была представлена на коллекционных карточках Supersisters.

## Биография
Швитцер родилась в Германии в семье майора американской армии. В 1949 году её семья вернулась в США. Катрин окончила Высшую школу имени Джорджа Маршалла в округе Фэрфакс в штате Виргиния, затем поступила в Сиракузский университет, где в 1968 году получила степень бакалавра, а в 1972 году — магистра.

### Бостонский марафон 1967 года
Впервые Швитцер пробежала Бостонский марафон в 1967 году, ещё будучи студенткой. Это случилось за 5 лет до того, как женщинам официально разрешили принимать в нём участие. Её время (около 4 часов 20 минут) было почти на час больше результата Бобби Гибб, первой женщины-финишёра этого марафона, бежавшей без номера. Катрин зарегистрировалась на марафон под именем К. В. Швитцер, которое могло бы принадлежать как женщине, так и мужчине. По заверениям Катрин, это было сделано не для того, чтобы ввести организаторов в заблуждение, она уверяет, что давно использовала подпись «К. В. Швитцер» под своими статьями в университетской газете. Представитель организаторов марафона Джок Семпл пытался силой увести её с трассы и, по словам Швитцер, потребовал, чтобы она «вернула номер и убиралась к чёрту с его марафона», по его мнению женщины не должны участвовать в спортивных соревнованиях наравне с мужчинами и оскорбляют такими действиями весь мужской пол. Том Миллер — приятель Швитцер, бежавший вместе с ней — отшвырнул Семпла и не дал ему возможности помешать Катрин. Фотографии этого инцидента попали на первые страницы ведущих изданий мира. Следствием её пробега стало то, что Любительский атлетический союз наложил полный запрет на участие женщин в мужских соревнованиях. Нарушительниц грозили навсегда лишить права соревноваться. Швитцер, совместно с другими бегуньями, пыталась убедить членов Бостонской атлетической ассоциации открыть марафон для участия женщин. В конце концов, их усилия увенчались успехом и в 1972 году женщины получили право официально участвовать в Бостонском марафоне.

### Спортивные достижения и карьера
Швитцер заняла первое место среди женщин на Нью-Йоркском марафоне в 1974 году, с результатом 3:07:29 (59-е место в общем зачёте). Её личный рекорд на марафонской дистанции — 2:51:37, на Бостонском марафоне в 1975 году.
Журнал «Мир бега» назвал Швитцер «Лучшая бегунья десятилетия» (1967-77) и она получила премию «Эмми» за заслуги в качестве телекомментатора.
В 1997 году она написала книгу «Бег и ходьба для женщин, кому за 40». В апреле 2007 года, ровно через 40 лет, после её первого Бостонского марафона, она выпустила свои мемуары «Марафонка». В апреле 2008 года книга «Марафонка» получила премию Билли за лучшее журналистское описание женщины в спорте. Приезжая на Бостонский марафон, Швитцер всегда рада видеть среди участников много женщин:

Сейчас, когда я приезжаю на Бостонский марафон, у меня всегда мокрые плечи — столько женщин плачут у меня на плече. Их переполняет радость от того, насколько сильно бег изменил их жизнь. Они чувствуют, что теперь им всё под силу.— 
В 2011 году Швитцер была включена в Женский национальный зал славы за то, что совершила «общественную революцию», дав женщинам во всем мире возможность бежать и чувствовать уверенность в своих силах. С 1967 года Катрин вносит свой вклад в расширение беговых возможностей для женщин во всем мире
Швитцер совершила глобальный сдвиг мышления в женском спорте, и когда её спросили, что она может сказать по этому поводу, она сказала: «Никогда не поздно начать, чтобы стать атлетом».

## Личная жизнь
Швитцер вышла замуж за Тома Миллера, который исполнил роль её телохранителя во время Бостонского марафона в 1967 году. Впоследствии они развелись, и она повторно вышла замуж за английского бегуна и писателя Роджера Робинсона.

## Спортивные достижения
- 1974:  Нью-Йоркский марафон — 3:07.29
- 1975:  Бостонский марафон — 2:51.37